# Francesco Barberini (1597–1679)
Francesco Barberini, dito o Sênior (Florença, 23 de setembro de 1597 - Roma, 10 de dezembro de 1679), foi um cardeal italiano, Deão do Sagrado Colégio dos Cardeais. Era membro da tradicional família Barberini.

## Biografia
Nascido da tradicional família Barberini, era filho de Carlo Barberini e Costanza Magalotti, assim, era irmão de Taddeo Barberini, que foi comandante do exército pontifício e príncipe de Palestrina e do cardeal Antonio Barberini. Era sobrinho do Papa Urbano VIII e dos cardeais Antonio Marcello Barberini e Lorenzo Magalotti, primo do cardeal Francesco Maria Macchiavelli, tio do cardeal Carlo Barberini e tio-avô do cardeal seu homônimo Francesco Barberini, iuniore.
Estudou na Universidade de Pisa, onde recebe o título de Doutor utroque iure em Direito Canônico e Civil, em 1623. Em seguida, foi chamado a Roma por seu tio Papa, quando é feito Governador de Fermo.

## Cardinalato
Foi criado cardeal no consistório de 2 de outubro de 1623 pelo Papa Urbano VIII, recebendo o barrete cardinalício e o título de Cardeal-diácono pro illa vice de Santo Onofre em 20 de novembro, sendo o único cardeal criado naquele consistório. Foi então legado em Avinhão, até 1633, para negociar com o cardeal Armand-Jean du Plessis de Richelieu a questão da Valtellina e alcançar um acordo na disputa secular entre França e Espanha, sem contudo conseguir êxito. Legado também na Espanha, para negociar com o conde-duque de Olivares, um pacto entre a França e a Espanha foi conseguido, mas com a consideração mínima para o esforço diplomático do papa.
Também foi nomeado bibliotecário da Santa Sé, cargo exercido de 1626 até 1633. Em 1624, passou a ser titular da diaconia de Santa Ágata do Subúrbio. Em 1623, é nomeado arcipreste da Basílica de São Pedro, onde ficaria até 1627, quando foi nomeado arcipreste da Arquibasílica de São João de Latrão, onde ficaria até 1628. No ano seguinte, assume a Basílica de Santa Maria Maior.
Em 1632, opta pelo título da diaconia pro illa vice de São Lourenço em Dâmaso e é feito vice-chanceler da Chancelaria Apostólica. Apoiou as Guerras de Castro, realizado de fato pelos seus irmãos, que terminou em um fracasso desastroso. Em 1644, passa a ordem dos cardeais-presbíteros e participa do Conclave de 1644, que elegeu o Papa Inocêncio X.

## Episcopado
Passa a ordem dos cardeais-bispos, recebendo a Sé Suburbicária de Sabina, mantendo in commendam o título de São Lourenço em Dâmaso. Assim, foi consagrado bispo pelo cardeal Girolamo Colonna em 5 de novembro de 1645.
Envolvido nas investigações promovidas pelo novo Papa Inocêncio X sobre os descaminhos perpetrados pelo Barberinis, em 1646 ele foi forçado a fugir para a França com seu irmão Taddeo em 15 de janeiro, depois de um consistório violento, o sua irmão, o cardeal Antonio havia deixado Roma em 28 de setembro de 1645, todos eles estavam sob a proteção do cardeal Jules Mazarin. Em 1648, a família Barberini obtém o perdão papal e pode retornar a Roma e ter restituída a sua fortuna.
Ele também foi um forte apoiador das atividades do teatro de Palazzo Barberini que estabeleceu as normas para o melodrama romano e influenciou o veneziano.
Em 23 de dezembro de 1652, passa a Sé Suburbicária de Porto e Santa Rufina, tornando-se também vice-decano do Sacro Colégio dos Cardeais. Dessa forma, participa do Conclave de 1655, que elegeu o Papa Alexandre VII.
Em 11 de outubro de 1666, passa a ser o deão do Sacro Colégio dos Cardeais, passando a ser o titular da Sé Suburbicária de Ostia-Velletri. Dessa forma, preside o Conclave de 1667, que elegeu o Papa Clemente IX, o Conclave de 1669-1670, que elegeu o Papa Clemente X e o Conclave de 1676, que elegeu o Papa Inocêncio XI.
Francesco Barberini teve, por um tempo, como sendo seu secretário pessoal o poeta brasileiro Martinho de Mesquita, cujo seus escritos foram bastante apreciados pelos seus contemporâneos.
Faleceu em 10 de dezembro de 1679. Em 13 de dezembro, seu corpo foi levado para a basílica patriarcal do Vaticano e enterrado no dia seguinte no sepulcro de seus cânones.

## Conclaves
- Conclave de 1644 - participou da eleição do Papa Inocêncio X.
- Conclave de 1655 - participou da eleição do Papa Alexandre VII.
- Conclave de 1667 - participou como deão da eleição do Papa Clemente IX.
- Conclave de 1669–1670 - participou como deão da eleição do Papa Clemente X.
- Conclave de 1676 - participou como deão da eleição do Papa Inocêncio XI.